# NGC 6946
NGC 6946（Arp 29、Caldwell 12）は、ケフェウス座及びはくちょう座の方角に2250万光年離れた位置にある中間渦巻銀河である。花火銀河という名前でも知られる。
1798年9月9日にウィリアム・ハーシェルが発見した。NGC 6946は銀河面に近いため、銀河系内部の星間物質によってかなり覆い隠されている。9つの超新星（SN 1917A、SN 1939C、SN 1948B、SN 1968D、SN 1969P、SN 1980K、SN 2002hh、SN 2004et、SN 2008S）が観測されている。
2003年にウェスターボーク合成電波望遠鏡で0.17-0.18 m及び0.21-0.23 mの範囲の分極データが観測された。